# Lascelle
Lascelle (okzitanisch Las Celas) ist ein französischer Ort und eine Gemeinde mit 339 Einwohnern (Stand 1. Januar 2022) im Département Cantal in der Region Auvergne-Rhône-Alpes (vor 2016 Auvergne). Die Gemeinde gehört zum Arrondissement Aurillac und zum Kanton Vic-sur-Cère. 

## Lage
Lascelle gehört zur historischen Region des Cantalès und liegt etwa 18 Kilometer nordöstlich des Stadtzentrums von Aurillac. Umgeben wird Lascelle von den Nachbargemeinden Saint-Projet-de-Salers im Norden, Saint-Cirgues-de-Jordanne im Osten, Thiézac im Osten und Südosten, Vic-sur-Cère im Südosten, Velzic im Süden, Laroquevieille im Westen sowie Girgols im Westen und Nordwesten.

## Bevölkerungsentwicklung
| Jahr                       | 1962 | 1968 | 1975 | 1982 | 1990 | 1999 | 2006 | 2011 | 2019 |
| Einwohner                  | 380  | 391  | 335  | 335  | 325  | 317  | 315  | 306  | 286  |
| Quellen: Cassini und INSEE |      |      |      |      |      |      |      |      |      |

## Sehenswürdigkeiten
- Kirche Saint-Rémi aus dem 12. Jahrhundert, seit 1930 Monument historique

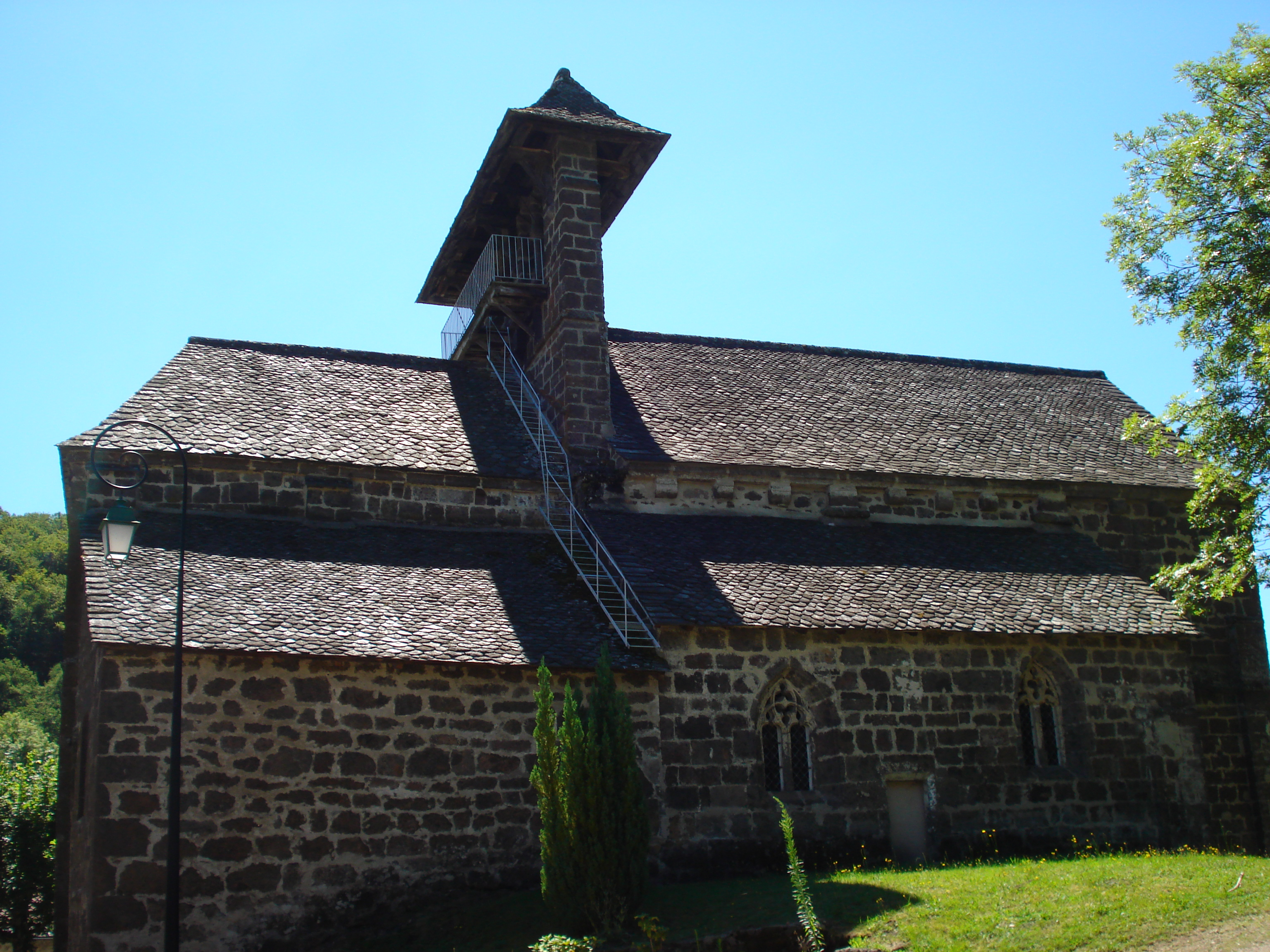
Kirche Saint-Rémi